# Brillia parva
Brillia parva är en tvåvingeart som beskrevs av Joahnnsen 1934. Brillia parva ingår i släktet Brillia och familjen fjädermyggor. Inga underarter finns listade i Catalogue of Life.